# Mattias Aurell
Mattias Aurell, född den 5 augusti 1934 i Mangskog, är en svensk läkare och professor, och före detta överläkare i njurmedicin på Sahlgrenska universitetssjukhuset 1982-99.

## Biografi
Aurell blev legitimerad läkare efter studier i Göteborg 1963.  Efter förordnanden i invärtes medicin och klinisk fysiologi vid Sahlgrenska universitetssjukhuset disputerade han 1969 vid Göteborgs universitet på en avhandling om blodersättningsmedels inverkan på njurarnas blodflöde . Han blev docent i klinisk fysiologi 1970, i medicinska njursjukdomar 1978, och professor och överläkare i njurmedicin på Sahlgrenska universitetssjukhuset 1982-99. Han var ordförande Svensk njurmedicinsk förening 1987-90 och Scandinavian society of nephrology 1988-90. Han var inspektor för Medicinska föreningen i Göteborg 1985-99, ledamot av Kungliga Vetenskaps- och Vitterhetssamhället i Göteborg sedan 1990, ordförande 2001.
Aurell har publicerat en rad skrifter i njurmedicin, njufysiologi och högt blodtryck. Han är sedan 1997 redaktör för läroboken Njurmedicin som utkom med sin fjärde upplaga 2015. Han var redaktör för samlingsverket Renin-angiotensin - a centenary symposium, Wenner-Gren international series, Portland Press 1998 samt njurmedicinsk redaktör 1982-99 för Scandinavian Journal of Urology and Nephrology.
Han utvecklade och införde enkla men tillförlitliga metoder för mätning av njurfunktion med radioisotopmärkta substanser som glomerolusfiltration med clearancemetodik och separat njurfunktion med radioisotoprenografi  för bättre diagnostik och möjlighet att följa sjukdomsförlopp och behandlingsresultat. Vid diabetes mellitus kunde sålunda visas att försämring av njurfunktionen kunde hejdas med ny och effektivare blodtryckbehandling med ACE blockerare .
Aurell noterade 1969 i sin avhandling  att subpressordoser av angiotensin II, effektorsubstansen i renin-angiotensin systemet, hämmade natriumutsöndringen utan påverkan av njurblodflöde och glomerulusfiltration. Det innebär således en direkt tubulär effekt av angiotensin II och detta förhållande betraktas idag som en hörnpelare i förståelsen av saltbalans- och blodtryckskontroll. I senare studier visade Mattias Aurell och medarbetare från läkemedelsföretaget Hässle AB att reninsekretionen från njurarna styrdes av sympatiska nervsystemet beta-1-receptorer . Vid stimulation av njurarnas nerver aktiveras sålunda först reninnsekretionen, därefter en tubulär natriumretention och till slut renal vasokonstriktion. Mattias Aurells studier har bidragit till att renin-angiotensin systemet idag uppfattas ha en central betydelse för all cirkulationsfysiologi inklusive kontroll av blodtryck under såväl normala förhållanden som under utvecklingen av folksjukdomen högt blodtryck. Läkemedel som dämpar aktiviteten i detta system är idag förstahandsmedel för behandlingen av högt blodtryck.
Efter pensioneringen engagerade sig Aurell i debatten om betydelsen av ett högt saltintag som orsak till högt blodtryck och därmed dess roll för hjärtinfarkt, hjärtsvikt och stroke. Han tog 2010 initiativ till nätverket World Action on Salt and Health in Sweden - WASH Sweden, som verkar opinionsbildande för att sprida information om sambandet mellan salt och folkhälsa med särskilt fokus på  blodtryck och hjärt-kärlhälsa. Saltdebatten har varit livlig runt om i världen och så även i Sverige. Regeringens proposition "God och jämlik hälsa - en utvecklad folkhälsopolitik" i april 2018 aviserade åtgärder mot befolkningens alltför höga saltintag och utgör en plattform för den fortsatta utvecklingen.
Tillsammans med Hans Bendz, Lund, kartlade Aurell riskerna för allvarliga njurskador av behandling med litium som är ett stort läkemedel inom psykiatrin (affektiv sjukdom, manodepression). Studierna ledde till att underhållsdoser vid långtidsbehandling reducerats med hälften eller mer och att riskerna för njurskador därmed avsevärt minskats.

## Familj
Mattias Aurell är son till författaren Tage Aurell och hans hustru Kathrine född Zimmer. Han gifte sig 1960 med Elisabeth Sterner (också läkare, inom oftalmiatrik), och de har två söner, varav sonen Erik är professor i biologisk fysik vid Kungliga Tekniska Högskolan i Stockholm och Olof är säljbolagschef inom Assa Abloy koncernen.